# Championnat d'Europe masculin de volley-ball 1967
Navigation
Roumanie 1963 Italie 1971
Le 7e championnat d'Europe masculin de volley-ball s'est déroulé du 26 octobre au 8 novembre 1967 à Istanbul (Turquie).

## Équipes présentes
- Albanie
- Allemagne de l'Est
- Allemagne de l'Ouest
- Autriche
- Belgique
- Bulgarie
- Finlande
- France
- Grèce
- Hongrie
- Israël
- Italie
- Pays-Bas
- Pologne
- Roumanie
- Suède
- Tchécoslovaquie
- Turquie
- URSS
- Yougoslavie

## Composition des poules
| Poule A                                                      | Poule B                                                | Poule C                                                      | Poule D                                                                |
| ------------------------------------------------------------ | ------------------------------------------------------ | ------------------------------------------------------------ | ---------------------------------------------------------------------- |
| Site : Adana Autriche Allemagne de l'Est Pays-Bas Suède URSS | Site : İzmir Belgique France Grèce Hongrie Yougoslavie | Site : Ankara Finlande Israël Italie Tchécoslovaquie Turquie | Site : Istanbul Albanie Allemagne de l'Ouest Bulgarie Pologne Roumanie |

## Phase préliminaire

### Poule A

#### Classement
| # | Équipe             | Pts | J | G | P | Sp | Sc | Ratio | Pp  | Pc  | Ratio |
| - | ------------------ | --- | - | - | - | -- | -- | ----- | --- | --- | ----- |
| 1 | URSS               | 8   | 4 | 4 | 0 | 12 | 2  | 6     | 200 | 86  | 2.326 |
| 2 | Allemagne de l'Est | 7   | 4 | 3 | 1 | 11 | 3  | 3.667 | 187 | 91  | 2.055 |
| 3 | Pays-Bas           | 6   | 4 | 2 | 2 | 6  | 6  | 1     | 124 | 107 | 1.159 |
| 4 | Suède              | 5   | 4 | 1 | 3 | 3  | 11 | 0.273 | 96  | 199 | 0.482 |
| 5 | Autriche           | 4   | 4 | 0 | 4 | 2  | 12 | 0.167 | 86  | 210 | 0.41  |

### Poule B

#### Classement
| # | Équipe      | Pts | J | G | P | Sp | Sc | Ratio | Pp  | Pc  | Ratio |
| - | ----------- | --- | - | - | - | -- | -- | ----- | --- | --- | ----- |
| 1 | Hongrie     | 8   | 4 | 4 | 0 | 12 | 3  | 4     | 207 | 136 | 1.522 |
| 2 | Yougoslavie | 7   | 4 | 3 | 1 | 10 | 4  | 2.5   | 195 | 143 | 1.364 |
| 3 | Belgique    | 6   | 4 | 2 | 2 | 7  | 7  | 1     | 150 | 164 | 0.915 |
| 4 | France      | 5   | 4 | 1 | 3 | 6  | 9  | 0.667 | 177 | 180 | 0.983 |
| 5 | Grèce       | 4   | 4 | 0 | 4 | 0  | 12 | 0     | 74  | 180 | 0.411 |

### Poule C

#### Classement
| # | Équipe          | Pts | J | G | P | Sp | Sc | Ratio | Pp  | Pc  | Ratio |
| - | --------------- | --- | - | - | - | -- | -- | ----- | --- | --- | ----- |
| 1 | Tchécoslovaquie | 8   | 4 | 4 | 0 | 12 | 1  | 12    | 196 | 77  | 2.545 |
| 2 | Italie          | 7   | 4 | 3 | 1 | 10 | 7  | 1.429 | 208 | 216 | 0.963 |
| 3 | Israël          | 6   | 4 | 2 | 2 | 8  | 6  | 1.333 | 176 | 160 | 1.1   |
| 4 | Turquie         | 5   | 4 | 1 | 3 | 4  | 11 | 0.364 | 156 | 197 | 0.792 |
| 5 | Finlande        | 4   | 4 | 0 | 4 | 3  | 12 | 0.25  | 134 | 220 | 0.609 |

### Poule D

#### Classement
| # | Équipe               | Pts | J | G | P | Sp | Sc | Ratio | Pp  | Pc  | Ratio |
| - | -------------------- | --- | - | - | - | -- | -- | ----- | --- | --- | ----- |
| 1 | Pologne              | 8   | 4 | 4 | 0 | 12 | 3  | 4     | 220 | 151 | 1.457 |
| 2 | Roumanie             | 7   | 4 | 3 | 1 | 10 | 5  | 2     | 214 | 156 | 1.372 |
| 3 | Bulgarie             | 6   | 4 | 2 | 2 | 10 | 7  | 1.429 | 219 | 201 | 1.09  |
| 4 | Albanie              | 5   | 4 | 1 | 3 | 4  | 10 | 0.4   | 141 | 179 | 0.788 |
| 5 | Allemagne de l'Ouest | 4   | 4 | 0 | 4 | 1  | 12 | 0.083 | 88  | 195 | 0.451 |

## Phase finale

### Poule 1 à 8

#### Classement
| # | Équipe             | Pts | J | G | P | Sp | Sc | Ratio | Pp  | Pc  | Ratio |
| - | ------------------ | --- | - | - | - | -- | -- | ----- | --- | --- | ----- |
| 1 | URSS               | 14  | 7 | 7 | 0 | 21 | 6  | 3.5   | 368 | 245 | 1.502 |
| 2 | Tchécoslovaquie    | 13  | 7 | 6 | 1 | 20 | 9  | 2.222 | 395 | 306 | 1.291 |
| 3 | Pologne            | 11  | 7 | 4 | 3 | 16 | 11 | 1.455 | 352 | 325 | 1.083 |
| 4 | Allemagne de l'Est | 11  | 7 | 4 | 3 | 16 | 12 | 1.333 | 359 | 322 | 1.115 |
| 5 | Roumanie           | 10  | 7 | 3 | 4 | 13 | 13 | 1     | 316 | 319 | 0.991 |
| 6 | Hongrie            | 10  | 7 | 3 | 4 | 13 | 16 | 0.813 | 331 | 387 | 0.855 |
| 7 | Yougoslavie        | 8   | 7 | 1 | 6 | 5  | 18 | 0.278 | 254 | 325 | 0.782 |
| 8 | Italie             | 7   | 7 | 0 | 7 | 2  | 21 | 0.095 | 198 | 344 | 0.576 |

### Poule 9 à 16

#### Classement
| #  | Équipe   | Pts | J | G | P | Sp | Sc | Ratio | Pp  | Pc  | Ratio |
| -- | -------- | --- | - | - | - | -- | -- | ----- | --- | --- | ----- |
| 9  | Bulgarie | 13  | 7 | 6 | 1 | 19 | 5  | 3.8   | 333 | 231 | 1.442 |
| 10 | France   | 13  | 7 | 6 | 1 | 19 | 7  | 2.714 | 361 | 259 | 1.394 |
| 11 | Israël   | 12  | 7 | 5 | 2 | 16 | 9  | 1.778 | 321 | 277 | 1.159 |
| 12 | Belgique | 12  | 7 | 5 | 2 | 17 | 11 | 1.545 | 369 | 306 | 1.206 |
| 13 | Albanie  | 10  | 7 | 3 | 4 | 11 | 15 | 0.733 | 313 | 313 | 1     |
| 14 | Turquie  | 9   | 7 | 2 | 5 | 11 | 17 | 0.647 | 295 | 360 | 0.819 |
| 15 | Pays-Bas | 8   | 7 | 1 | 5 | 10 | 18 | 0.556 | 318 | 337 | 0.944 |
| 16 | Suède    | 7   | 7 | 0 | 7 | 0  | 21 | 0     | 88  | 315 | 0.279 |

### Poule 17 à 20

#### Classement
| #  | Équipe               | Pts | J | G | P | Sp | Sc | Ratio | Pp  | Pc  | Ratio |
| -- | -------------------- | --- | - | - | - | -- | -- | ----- | --- | --- | ----- |
| 17 | Finlande             | 6   | 3 | 3 | 0 | 9  | 2  | 4.5   | 159 | 100 | 1.59  |
| 18 | Allemagne de l'Ouest | 5   | 3 | 2 | 1 | 8  | 5  | 1.6   | 170 | 149 | 1.141 |
| 19 | Autriche             | 4   | 3 | 1 | 2 | 3  | 6  | 0.5   | 45  | 90  | 0.5   |
| 20 | Grèce                | 3   | 3 | 0 | 3 | 2  | 9  | 0.222 | 71  | 106 | 0.67  |

## Palmarès
| Place                      | Pays                 |
| -------------------------- | -------------------- |
| Médaille d'or, Europe      | URSS                 |
| Médaille d'argent, Europe  | Tchécoslovaquie      |
| Médaille de bronze, Europe | Pologne              |
| 4e                         | Allemagne de l'Est   |
| 5e                         | Roumanie             |
| 6e                         | Hongrie              |
| 7e                         | Yougoslavie          |
| 8e                         | Italie               |
| 9e                         | Bulgarie             |
| 10e                        | France               |
| 11e                        | Israël               |
| 12e                        | Belgique             |
| 13e                        | Albanie              |
| 14e                        | Turquie              |
| 15e                        | Pays-Bas             |
| 16e                        | Suède                |
| 17e                        | Finlande             |
| 18e                        | Allemagne de l'Ouest |
| 19e                        | Autriche             |
| 20e                        | Grèce                |